# Nicolás Minici
Nicolás Minici (23 de agosto de 1984, Buenos Aires) es un futbolista argentino, que juega de lateral y su club actual es Santamarina de Tandil del torneo Federal A.
Su hermano Facundo Minici también es jugador, y jugó al fútbol en Fénix, Ferrocarril Urquiza, Acassuso y también al fútbol playa.

## Trayectoria
Su debut profesional se produjo en el año 2003 jugando para Ferrocarril Urquiza, en ese entonces en la primera D; allí permaneció hasta 2004, año en el que partió hacia otro club de la quinta categoría del fútbol argentino, Fénix (consiguiendo el ascenso a la primera C). En el año 2006, Acassuso compra su pase y juega en dicha institución 2 años. En 2008, al tener buenas actuaciones, lo ve Deportivo Español, en el que juega un año y Racing lo trae, pero no es tenido en cuenta y regresa a otro equipo del ascenso, Los Andes. A partir del 2010, juega en Deportivo Merlo (2010-11) y en Gimnasia y Esgrima de Jujuy (2011-12).
En el inicio de la temporada 2012/13, firmó para el primer equipo de Huracán.
En 2016 firmó contrato con Club Deportivo Morón.

## Clubes
| Club                   | País      | Año           | PJ | Goles |
| ---------------------- | --------- | ------------- | -- | ----- |
| Ferrocarril Urquiza    | Argentina | 2003 - 2004   | 17 | 0     |
| Fenix                  | Argentina | 2004 - 2006   | 38 | 2     |
| Acassuso               | Argentina | 2006 - 2008   |    |       |
| Deportivo Español      | Argentina | 2008 - 2009   | 23 | 0     |
| Club Atlético Huracán  | Argentina | 2009          | 0  | 0     |
| Los Andes              | Argentina | 2010          | 18 | 1     |
| Deportivo Merlo        | Argentina | 2010 - 2011   | 23 | 2     |
| Gimnasia y Esgrima (J) | Argentina | 2011 - 2012   | 24 | 2     |
| Club Atlético Huracán  | Argentina | 2012 - 2013   | 17 | 0     |
| Guarani Antonio Franco | Argentina | 2014          | 4  | 0     |
| Club Atlético Acassuso | Argentina | 2015          |    |       |
| Club Deportivo Morón   | Argentina | 2016-2017     | 19 | 0     |
| Barracas Central       | Argentina | 2017-presente |    |       |